# Catrin Striebeck

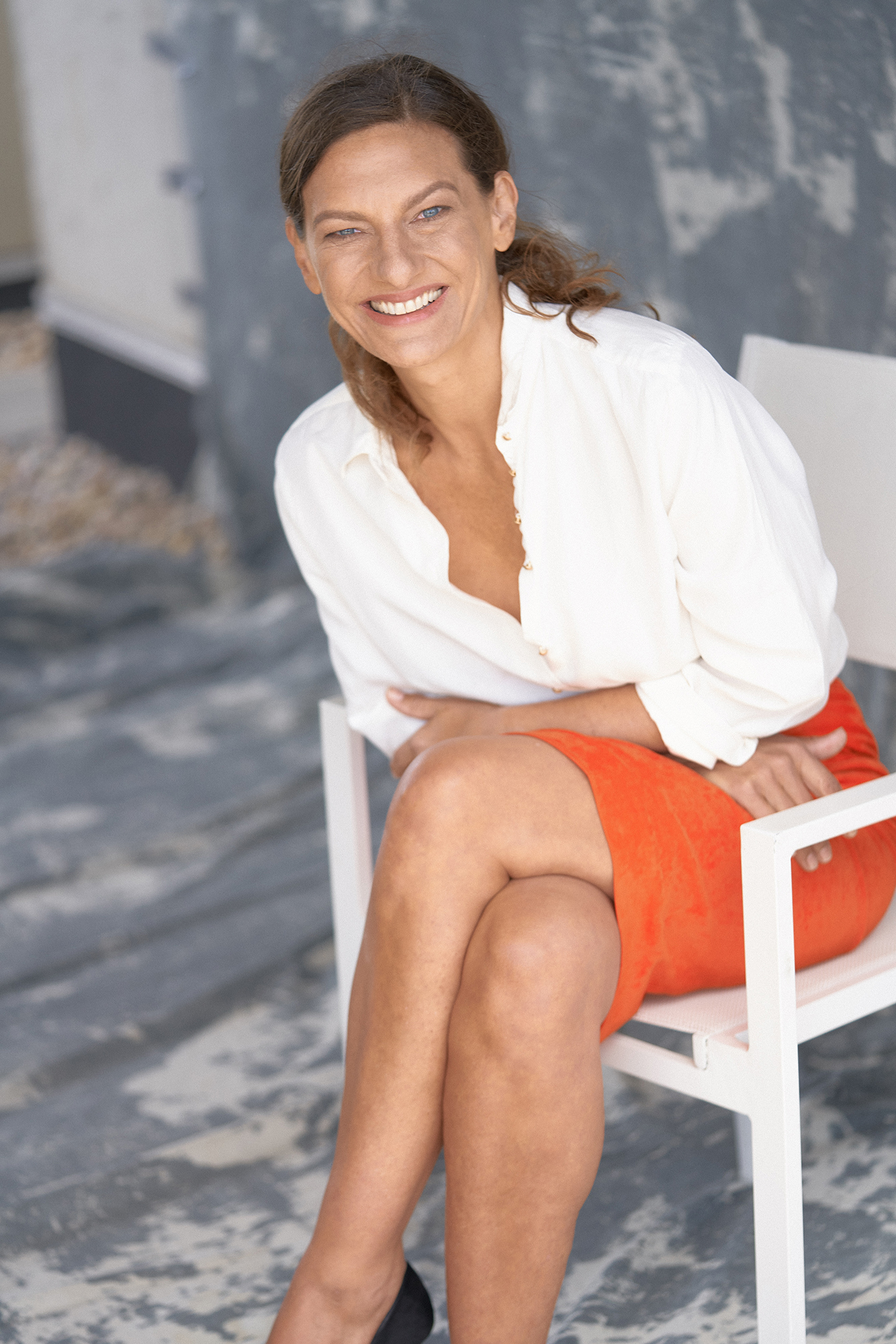
Catrin Striebeck, 2015

Catrin Striebeck (* 18. April 1966 in Wien) ist eine deutsche Schauspielerin.

## Leben
Catrin Striebeck wurde in Wien geboren, wo ihre Eltern, die Schauspieler Peter Striebeck und Ulla Purr, zu der Zeit zum Ensemble des Burgtheaters gehörten. Ihr Lebensmittelpunkt ist Hamburg. Ihre jüngere Schwester Janna Striebeck ist ebenfalls Schauspielerin.
Mit 16 Jahren verließ sie die Schule, verbrachte einige Zeit in Spanien, um dann bis 1990 am Max-Reinhardt-Seminar Schauspiel zu studieren. Ihr künstlerischer Schwerpunkt ist das Theater; so spielte sie in Mannheim, Stuttgart, am Schauspielhaus Bochum, an der Volksbühne Berlin und als Mitglied des Ensembles am Schauspielhaus Hamburg. Von 2009 bis 2016 war sie Ensemblemitglied am Wiener Burgtheater.
Ihre erste Filmrolle spielte Catrin Striebeck 1991 in der Kinoproduktion Mau Mau von Uwe Schrader; sie verkörperte hier eine der Hauptfiguren, das Animiermädchen Rosa. Auch wirkte sie in dem preisgekrönten Kinofilm Gegen die Wand von Fatih Akin mit.
Daneben trat sie häufig in Fernsehserien und -reihen auf, wie beispielsweise im Tatort, wo sie in Fällen der Kommissare Klaus Borowski, Dellwo und Sänger sowie Ballauf und Schenk verschiedene Rollen innehatte. In den Hannover-Tatorten mit Charlotte Lindholm spielte sie in mehreren Folgen Charlottes Freundin aus Lüneburg, die Polizeibeamtin Belinda Utzmann.

## Filmografie (Auswahl)
- 1992: Mau Mau
- 1992: Schattenboxer
- 1995: Bunte Hunde
- 1998: Mordkommission (Fernsehserie, 1 Folge)
- 1998: Das Gelbe vom Ei
- 1999: Ein großes Ding
- 2000: Zwei Asse und ein König
- 2000: Bella Block: Blinde Liebe
- 2001: Ein Vater zu Weihnachten
- 2003: Tigermännchen sucht Tigerweibchen
- 2003: SK Kölsch (Fernsehserie, 1 Folge)
- 2004: Tatort – Heimspiel
- 2004: Gegen die Wand
- 2005: Der zweite Blick
- 2005: Tatort – Atemnot
- 2006: Der Seehund von Sanderoog
- 2006: SOKO Köln (Fernsehserie, 1 Folge)
- 2006: Tatort – Mann über Bord
- 2006: Wie Licht schmeckt
- 2007: Kuckuckszeit
- 2007: Der letzte Zeuge (Fernsehserie, 1 Folge)
- 2007: Die Katze
- 2007: Tatort – Das namenlose Mädchen
- 2008: Ein Fall für Zwei (Fernsehserie, 1 Folge)
- 2008: Schade um das schöne Geld
- 2008: Unter Strom
- 2008: Tatort – Salzleiche
- 2008: Polizeiruf 110: Kellers Kind
- 2009: Soul Kitchen
- 2009: Tatort – Architektur eines Todes
- 2010: Fasten a la carte
- 2010: Schenk mir dein Herz
- 2010: Tatort – Klassentreffen
- 2011: Kommissar Stolberg (Fernsehserie, 1 Folge)
- 2012: Alles
- 2013: Der letzte Bulle (Fernsehserie, 1 Folge)
- 2013: Vom Fischer und seiner Frau
- 2013: Seegrund. Ein Kluftingerkrimi
- 2013: Die schwarzen Brüder
- 2014: Wir machen durch bis morgen früh
- 2014: Unter anderen Umständen – Falsche Liebe
- 2016: Die Stadt und die Macht, TV-Sechsteiler
- 2016: Kästner und der kleine Dienstag
- 2017: Zwischen den Jahren
- 2017: Das Milan-Protokoll
- 2017: You Are Wanted
- 2018: Unterwerfung
- 2018: Toulouse, Fernsehdrama
- 2018: Der Anfang von etwas
- 2019: Der Fall Collini
- 2019: Gipsy Queen
- 2020: Der gute Bulle – Nur Tote reden nicht
- 2020: Ostfrieslandkrimi – Ostfriesengrab
- 2021: Stadtkomödie – Die Unschuldsvermutung (Fernsehreihe)
- seit 2021: Die Discounter (Fernsehserie)
- 2022: Das Begräbnis (TV-Miniserie)
- 2024: Marie Brand und die lange Nase (Fernsehreihe)

## Hörspiele
- 1997: Dagmar Scharsich: Radieschen von unten – Regie: Corinne Frottier (NDR)
- 2006: Esmahan Aykol: Hotel Bosporus – Bearbeitung/Regie: Judith Lorentz (SWR)
- 2006: Esmahan Aykol: Bakschisch – Bearbeitung/Regie: Judith Lorentz (SWR)
- 2024: The Belles. Fantasy-Hörspiel-Serie nach Dhonielle Clayton, Hörspiel, WDR[2]

## Auszeichnungen
- 2023 Rita-Tanck-Glaser-Schauspielpreis[3]